# Pterolophia everetti
Pterolophia everetti är en skalbaggsart som beskrevs av Stefan von Breuning 1966. Pterolophia everetti ingår i släktet Pterolophia och familjen långhorningar.
Artens utbredningsområde är Sulawesi. Inga underarter finns listade i Catalogue of Life.